# 蟾蜍曲腹蛛
蟾蜍曲腹蛛（学名：Cyrtarachne bufo），又名鳥糞蛛，为园蛛科曲腹蛛属的动物。分布于日本、朝鲜、台湾岛以及中国大陆的四川、河南、贵州、湖南、云南、福建等地，一般生活于灌木丛及农田，于黄昏时布网于山野路边芭茅上。该物种的模式产地在日本。